# Durchzugleser
Ein Durchzugleser ist ein Gerät, mit dem man mit einem Magnetstreifen versehene Karten, beispielsweise Eurocheque-Karten, auslesen kann. Man zieht dabei die Karte durch eine tiefe Nut im Gerät. Das erfolgreiche Lesen einer Karte wird häufig optisch und akustisch angezeigt.

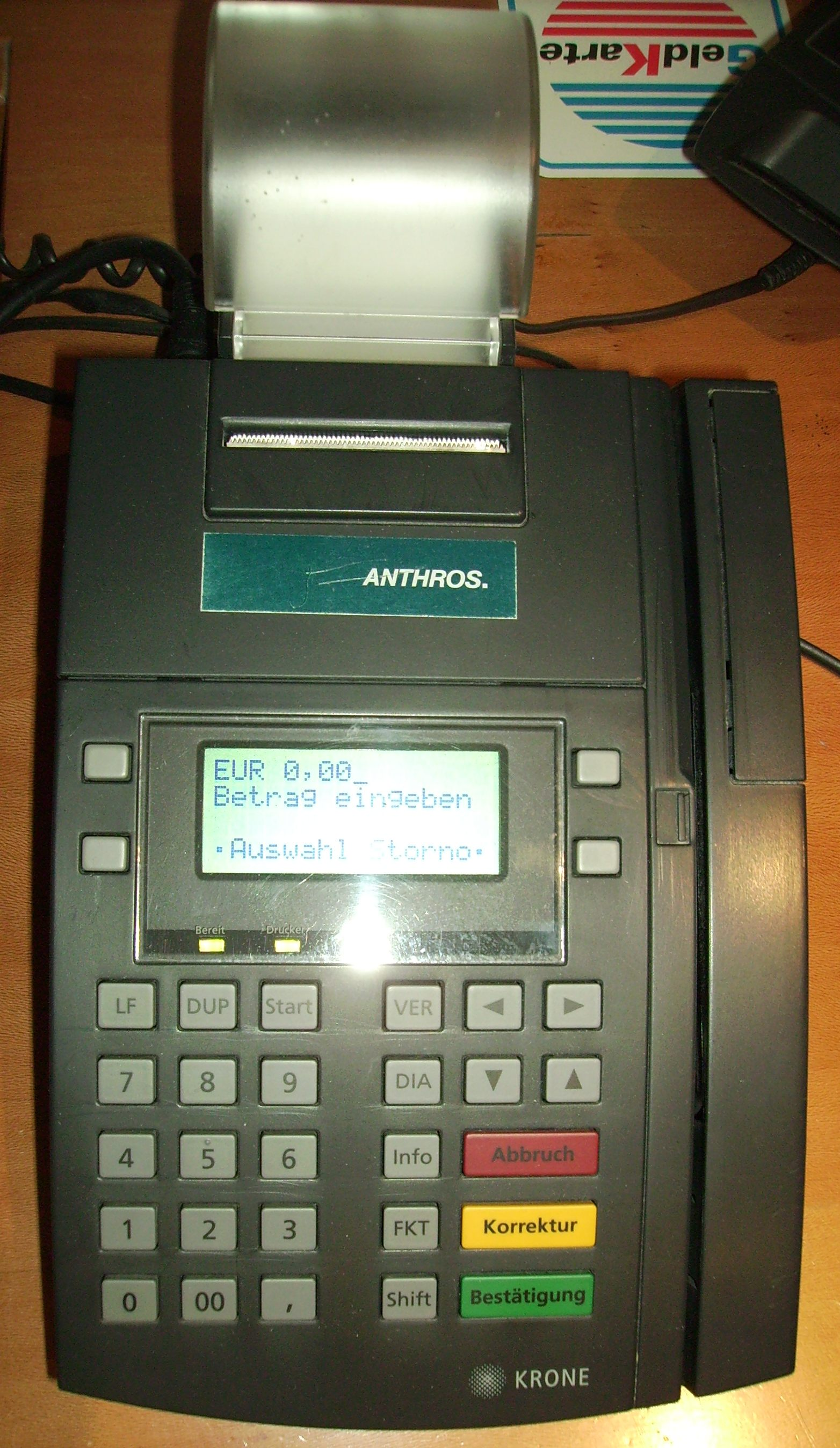
Durchzugleser im EC-Cash Gerät

## Anwendungen

### Computerzubehör
Der Leser wird an der seriellen Schnittstelle oder via USB an einen Computer angeschlossen. Es gibt auch Tastaturen, welche Magnetkarten einlesen können; hierbei werden die Daten, als ob sie mittels der alphanumerischen Tastatur eingegeben worden wären, als Tastendrücke an den Rechner gesendet. Eine weitere Variante sind Geräte, die in das Anschlusskabel der Tastatur eingeschleift werden.
Zusätzlich zum Durchzugleser als Computerzubehör findet sich dieser auch als integrierte Baugruppe in anderen Geräten. 

### Türöffner
Beispielsweise fungiert die Bankkarte als Türöffner zum Vorraum der Bank, um den Zugang zum Geldautomaten zu gewähren. Hier ist nicht bekannt, inwieweit die Bank die Daten überprüft. Auch große Hotels benutzen Durchzugsleser als Schlossersatz für ihre Kunden.

### Zeiterfassung
Zeiterfassungssysteme benutzen häufig eine Magnetstreifenkarte zur Identifikation der Mitarbeiter. 

### EC-Cash
Auch Lesegeräte für EC-Karten besitzen meistens einen Durchzugleser.

## Alternativen
Als einzige Alternative zum Lesen von Magnetstreifenkarten existiert das selbsteinziehende Gerät. Hierbei muss die Karte von Hand in eine entsprechende Öffnung eingeführt werden, Motoren erfassen diese und sorgen für eine gleichbleibende Lesegeschwindigkeit. Nach Verarbeiten der Daten wird die Karte eventuell wieder ausgegeben. Dieses Verfahren findet insbesondere bei Papiermagnetstreifenkarten Verwendung, wo das Material nicht steif genug für ein manuelles Durchziehen ist. Außerdem kann so entschieden werden, ob die Karte einbehalten wird oder nicht. (Beispiel: Schwimmbad, Geldautomat)